# Otto Bayer
Otto Bayer (Frankfurt am Main, 4 de novembro de 1902 — Burscheid, 1 de agosto de 1982) foi um químico alemão.
Contribuiu significativamente com a tecnologia química na Alemanha.
Estudou química e doutourou-se pela Universidade de Frankfurt, orientado por Julius von Braun. Em 1937 descobriu a poliadição para a sístese de poliuretano e posteriormente um caminho para a síntese direta de acrilonitrila para a produção de poliacrilonitrila.
A partir de 1933 exerceu diversos cargos gerenciais em instalações, conselhos e então no conselho supervisor da Bayer AG, em Leverkusen. Otto Bayer não é parente do fundador da Bayer AG, Friedrich Bayer, apesar de ter o mesmo sobrenome.
Por seu trabalho na área da técnica da síntese de polímeros e pelo desenvolvimento da técnica de novos materiais, recebeu juntamente com Walter Reppe e Karl Ziegler o Anel Werner von Siemens em 1960.
Em seu testamento o professor dr. Bayer disponibilizou recursos para a criação da Fundação Otto Bayer, que desde 1984 concede o Prêmio Otto Bayer. Foi membro da Studentenverbindung Alania Bonn.